# 허웅 (체조 선수)
허웅(1999년 12월 18일~)은 대한민국의 체조 선수로, 2024 제33회 파리 올림픽에 체조 국가대표 선수로 참가했다.